# Социалистическа република Босна и Херцеговина
Социалистическа република Босна и Херцеговина (на сърбохърватски: Socijalistička Republika Bosna i Hercegovina, Социјалистичка Република Босна и Херцеговина), съкратено СР Босна и Херцеговина и СРБиХ, е социалистическа държава, която е съставна страна на бивша Социалистическа федеративна република Югославия. Предшественик е в днешно време на Босна и Херцеговина, а страната е образувана по време на антифашистката съпротива на Мърконич Град на 25 ноември 1943. Социалистическият строй съществува до 1990, когато съставната република се преобразува в демократична. Босна и Херцеговина обявява своята независимост от Югославия през 1992.